# 氯代烷
氯代烷，又名氯代烷烴，是指烷烴分子中的一個或多個氫原子被氯取代的有機化合物，屬鹵代烴的一種。大部分的氯代烷都不溶於水、溶於大部分的有機溶劑。跟其他鹵代烷一樣，氯代烷可分爲一級、二級及三級氯代烷。一般來説，連著氯原子的碳連接著多少個烷基，就是幾級的氯代烷。例如，氯乙烷是一級氯代烷，2-氯丙烷是二級氯代烷，而2-氯-2-甲基丙烷（叔丁基氯）是三級氯代烷。一氯甲烷是最簡單的氯代烷。
氯代烷的命名跟其他鹵代烴很相似，同樣以IUPAC命名法來命名，找出相應烷烴作爲母體，將氯視作取代基，並以數字標明其位置。而不少氯代烷都有俗名，例如氯仿（即三氯甲烷）。同時，亦可以先寫烷基再寫氯，例如甲基氯、叔丁基氯等。
氯代烷天然存在於大自然中。海藻中可以提取到二氯甲烷、三氯甲烷、四氯甲烷等氯代烷。而且，山火、火山和分解作用會產生氯甲烷。
氯仿、二氯甲烷和1,1,1-三氯乙烷等分子量較小的氯代烷可以用作溶劑；而氯代烷是合成中間體，可以用來合成不同的化合物，例如氯甲烷是氯硅烷等物質的前驅物。

## 例子
- 三氯甲烷（氯仿）：用作溶劑、麻醉劑
- 氯乙烷 ：用作有機合成中間體、溶劑等[7]
- 氯甲烷 ：可作溶劑，用於有機合成[8]

三氯甲烷
氯乙烷
氯甲烷

## 歷史
氯代烷在很久以前已被合成和應用。如氯仿的人工合成方法是由法國化學家Eugène Soubeiran、美國物理學家Samuel Guthrie、德國化學家李比希三個研究者於各自獨立發現的。又例如，在1835年，法國化學家讓-巴蒂斯特·杜馬和尤金·皮裏哥發現一氯甲烷的製備方法。關於氯仿的應用，在1847年蘇格蘭醫生詹姆斯·楊·辛普森及其朋友發現它可以用作麻醉劑。在氯代烷的結構與性質的方面，不同化學家的發現和理論使人們更瞭解其結構。例如，讓-巴蒂斯特·杜馬觀察烷烴的氯化，並提出對取代反應的瞭解，又例如熱拉爾認爲氯代烷為“鹽酸型”有機化合物（即是指氯化氫的氫被烷基取代的化合物）。而且，於1857年凱富勒發現碳有四價、1861年布特列洛夫提出化學結構理論、1974年范霍夫和勒·貝爾提出碳的正四面體構型假說（又稱范托浩夫—勒·貝爾模型），這些都使化學家更加認識氯代烷的結構。後來，隨著有機化學的發展，化學家發現更多合成氯代烷的方法，例如鹵仿反應。

## 製備

### 自由基取代反應
氯代烴可由烷烴和氯氣反應得到，屬於自由基鹵代反應的一種。反應分「鏈引發」、「鏈轉移」、「鏈終止」三步驟。由於這個反應是個連鎖反應，因此在生成了一氯烷烴之後，會繼續生成二氯烷烴、三氯烷烴、四氯烷烴，因此產物通常是多個氯代烷的混合物。詳細機理如下：
- 鍵引發：

在紫外光中，一個氯氣分子發生均裂，被分拆成兩個氯自由基
- 鍵轉移：

一、氯自由基跟一分子烷烴反應，生成氯化氫和相應的烷基自由基。
二、烷烴自由基跟另一分子的氯氣反應，生成一分子氯代烷和另一氯自由基。
- 鍵終止：有三個終止的反應，直到所有自由基消失，則反應結束。

一、兩個氯自由基反應，生成一分子的氯氣。
二、兩個烷基自由基反應，生成另一碳鏈更長的烷烴。
三、一個氯自由基和一個烷基自由基反應，生成一分子氯代烷。

### 烯烴、炔烴的加成反應
烯類、炔類跟鹽酸反應，經過鹵氫化作用可生成氯代烷。反應機理為親電加成反應，在第一步中，氫氯酸中帶部分正電荷的氫接近烯烴或炔烴，π電子與氫氯酸發生反應，生成碳陽離子和氯離子，然後氯離子進攻碳陽離子生成氯代烷，因爲機理中涉及到碳陽離子，反應遵從馬氏規則。而由於碳陽離子會發生重排，因此有機會生成重排產物。同時，碳陽離子是個平面，氯離子可以從平面上方或下方進攻，如果所生成的氯代烷帶手性，那麽兩種產物都會出現。機理如下：
而烯烴或炔烴可以跟氯氣發生親電加成反應，分別生成1,2-二氯代烷和1,1,2,2-四氯代烷，反應屬於鹵素加成反應。第一步，烯烴或炔烴的π電子與氯反應，生成一個碳正離子和氯離子，這步較慢，是速率控制步驟。然後，氯離子進攻碳正離子，生成相應的氯代烷，反應完成。反應同時生成順式加成及反式加成兩種產物。例如，1,2-二氯乙烷可以由乙烯和氯氣直接反應而制得。

### 醇的親核取代反應
醇類與鹽酸和氯化鋅的混合物、光氣、三氯化磷等含氯的試劑反應亦可生成相應的氯代烷。例如，叔丁醇與濃鹽酸發生單分子親核取代反應，可以生成叔丁基氯。首先叔丁醇的氧被質子化。然後水作爲離去基團離去，生成碳陽離子和水分子，此步速率較慢。最後氯離子進攻碳陽離子，生成叔丁基氯。反應機理如下圖所示：
亞硫酰氯亦可將醇轉換成相對應的氯代烷：
{\displaystyle {\ce {ROH + SOCl2 -> RCl + SO2 + HCl}}}
反應中除了生成氯代烷，亦會生成二氧化硫和氯化氫。而由於這兩個產物都是氣體，產物易於分離。

而反應中可以加入不同的物質來控制其立體選擇性。反應過程如下圖：
反應由醇進攻亞硫酰氯開始，生成氯代亞硫酸酯（上中）。然後，根據添加的不同化合物，反應機理會有所不同。例如，如果添加1,4-二噁烷（最左），反應物經過兩次雙分子親核取代反應，得到構型保持的產物。如果添加吡啶（中），反應物經過一次雙分子親核取代，生成構型翻轉的產物。而如果沒有添加任何額外試劑（最右），氯代亞硫酸酯分解生成離子對，離去基團中的氯進攻碳陽離子，發生分子内親核取代，得到構型保持的產物。

### 其他反應
在阿佩爾反應中，醇可以被三苯基膦和四氯化碳轉化為氯代烴。例如，香葉醇經過反應，得到香葉基氯。
首先三苯基膦與四氯化碳生成鏻正離子和三氯甲基負離子離子對。反應的第二步是個酸鹼反應，三氯甲基負離子奪取醇的質子，生成氯仿；而醇被三氯甲基負離子去質子化，生成烷氧負離子。接著烷氧負離子進攻鏻正離子，氯離去，得到含P-O鍵的中間體(5)和氯離子。最後氯離子親核進攻(5)，產生三苯基氧膦(7)和氯代烷(6)。

在高知反應中，羧酸與四乙酸鉛和氯化鋰反應，脫羧氯化生成氯代烴二級和三級脂肪族羧酸最易發生反應，不過一級脂肪酸的效果比較差。反應式如下：
{\displaystyle {\ce {RCOOH{+}Pb(OAc)_{4}{+}LiCl->[80^{\circ }\mathrm {C} ]RCl{+}CO_{2}{+}Pb(OAc)_{2}{+}HOAc{+}LiOAc}}}
而且，可以透過鹵仿反應，將含乙酰基的有機化合物轉變成氯仿。
在反應的第一步，羰基的α-氫在鹼性環境之下三次被氯所取代，直到所有的氫原子都被換成氯原子。然後，氫氧根離子進攻羰基碳，{\displaystyle {\ce {CCl3-}}}離子離去。{\displaystyle {\ce {CCl3-}}}離子被碳上三個吸電子基團（氯氣）所穩定。最後一步為酸鹼反應，{\displaystyle {\ce {CCl3-}}}從羧酸取得一質子，生成羧酸根離子和氯仿（三氯甲烷）。所生成的羧酸比原本的羰基化合物少一個碳。

## 反應

### 親核取代反應
氯的電負性大，是一個穩定的離去基團，因此氯代烷可以作爲親電試劑，與親核試劑發生親核取代反應。
在單分子親核取代反應裡面，氯以氯離子的形式離開，生成碳陽離子，其後氯離子進攻碳陽離子生成新化合物。而由於反應中的碳陽離子有機會發生重排，因此單分子親核取代反應有機會生成重排產物，構型保持和構型翻轉產物的量為1：1。三級氯代烷因爲位阻較大使雙分子機理進行得較慢，而且能生成較穩定的三級碳陽離子，所以通常以單分子機理進行反應。
在雙分子親核取代反應中，親核試劑攻擊連着氯的碳原子，然後形成一個五配位的過渡態。氯很快離去，形成新化合物。由於位阻效應較小和所生成的一級碳陽離子不穩定，一級氯代烷通常按雙分子的機理進行親核取代。例如氯乙烷與氫氧根離子發生SN2生成乙醇和氯離子：
EtCl + NaOH → EtOH + NaCl

#### 科爾貝腈合成
氰離子作為親核試劑，進攻氯代烷，生成比原本氯代烷多一個碳的腈，在有機合成上非常重要。
{\displaystyle {\ce {{R-X}+CN^{\ominus }->{R-C{\equiv }N}+R-{\overset {\oplus }{N}}{\equiv }C^{\ominus }}}}
例如1-氯丁烷和氰化鈉作用得到正戊腈。

#### 烷基化反應
氯代烷是個親電試劑，可以被親核試劑進攻，氯為離去基團，以氯離子的形式離開。以下列舉常見的烷基化反應：
| 反應                       | 反應式 |
| -------------------------- | --- |
| 威廉姆遜合成反應           | 醇羥基在鹼性條件下去質子化，形成醇負離子，進攻氯代烷的碳正中心，形成醚鍵。這是一個合成醚的重要反應。反應機理為雙分子親核取代反應。                                                           |
| 加布里爾伯胺合成反應       | 為鄰苯二甲酰亞胺的鈉鹽或鉀鹽與氯代烷之間的反應。其負離子進攻氯代烷，生成烷基鄰苯二甲酰亞胺，再轉換成一級胺（伯胺）和副產物鄰苯二甲酰肼和副產物鄰苯二甲酰肼。                                 |
| 羰基化合物（如酮）的烷基化 | 酮等含羰基的化合物可以在强鹼的作用下失去質子，生成烯醇負離子。而烯醇負離子可被視作親核試劑，進攻溴代烷，生成α-烷基化的羰基化合物。                                                           |
| 乙醯乙酸酯合成             | 乙酰乙酸酯被强鹼去質子化，所生成的負離子進攻氯代烷，生成烷基化的產物。此產物之後經過酮式分解，即加鹼再酸化、然後加熱脫羧，生成酮。也可以經過酸式分解，即產物與强鹼一同加熱再酸化，得到羧酸。 |
| 丙二酸酯合成               | 反應與乙醯乙酸酯合成很相似，丙二酸酯被强鹼去質子化之後生成的負離子，此負離子再進攻氯代烷，生成烷基化的產物。之後加熱脫羧，生成乙酸的衍生物。                                                 |

### 消除反應
氯代烷可以發生消除反應，生成烯烴。反應大部分時候生成柴瑟夫產物，即比較穩定的烯烴。
在强鹼作用下，反應一般按著雙分子消除反應的機理而進行，正因爲此反應機理的限制，離去的氯和β氫必須處於反式共平面的狀態。由於反應由一步完成（鹼拉走質子（進攻β-氫）時與離去基同時離去），因此雙分子消除反應與二種反應物濃度皆有關，在反應動力學上是屬於二級反應。
而三級氯代烷的溶劑解反應一般按單分子消除反應的機理進行。第一步為氯離去，生成碳陽離子，此爲速率控制步驟；接著鹼奪取質子，生成烯烴。由於反應的速率控制步驟是氯離去的一步，只與一個底物分子有關，因此反應是單分子過程，在反應動力學上是一級反應。而由於反應中的碳陽離子有機會發生重排，因此單分子消除反應有機會生成重排產物。機理如下：

### 還原
氯代烷可以被氫化鋁鋰還原成烷烴，而由於氫化鋁鋰與水反應，因此這反應必須在無水的環境進行，例如使用無水乙醚等溶劑。這種方法一級氯代烷的反應性能最佳，並且得到構型翻轉的產物。二級、三級氯代烷亦可被硼氫化鈉在鹼性水溶液或醇溶液中還原。其他方法，如催化氫解等，都可以將氯代烷還原。

### 與金屬的反應

#### 有機金屬化合物的製備
格氏試劑一般由氯代烷與金屬鎂在無水乙醚或四氫呋喃中直接反應而製備的。由於格氏試劑非常活潑，因此製備時不能接觸水、二氧化碳，或其他含有活潑氫的化合物（如醇），需要在惰性氣體保護下製備格氏試劑。鹵代烴與鎂金屬的反應活性為碘代烴>溴代烴>氯代烴>氟代烴，而反應必須在低溫環境下進行。格氏試劑是一個很好的親核試劑，可以與不同的化合物反應（如醛、酮、二氧化碳等），增長有機化合物的碳鏈，在有機合成中非常重要。
有機鋰試劑亦可以用氯代烷和金屬鋰直接化合而成：
{\displaystyle {\ce {R-X + 2Li -> R-Li + Li-X}}}
而由於有機鋰試劑比格氏試劑更爲活潑，所以製備的條件也要更爲嚴格。

#### 偶聯反應
在科里-豪斯合成中，二烴基銅（吉爾曼試劑）可以跟氯代烷發生偶聯反應，生產烷烴。氯代烷為甲基氯代烷、一級氯代烷和環狀的二級氯代烷時，反應進行得比較順利。

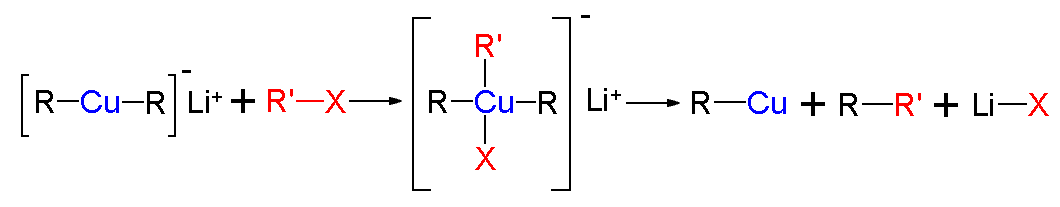
吉爾曼試劑與有機鹵化物的化學反應方程式

在武茲反應裏，兩分子的氯代烷與鈉發生反應，生成更長的碳鏈，可用來製備對稱烷烴。